# (1575) Winifred
(1575) Winifred – planetoida z grupy pasa głównego asteroid okrążająca Słońce w ciągu 3 lat i 242 dni w średniej odległości 2,38 au. Została odkryta 20 kwietnia 1950 roku w Goethe Link Observatory przez R. C. Camerona w programie Indiana Asteroid Program. Nazwa planetoidy pochodzi od Winifred Sawtelle Cameron, amerykańskiej geolog planetarny. Przed nadaniem nazwy planetoida nosiła oznaczenie tymczasowe (1575) 1950 HH.